# Diplomatische Beziehungen (Fernsehserie)
Diplomatische Beziehungen (Originaltitel: The Diplomat) ist eine US-amerikanische Fernsehserie von Netflix. Die Idee zur Serie stammt von der Drehbuchautorin und Produzentin Debora Cahn. In der Hauptrolle ist Keri Russell zu sehen. Die erste Staffel wurde in Deutschland am 20. April 2023 auf Netflix veröffentlicht, die zweite folgte am 31. Oktober 2024.

## Handlung
Im Fokus der Serie steht die zur neuen US-Botschafterin in Großbritannien ernannte Karrierediplomatin Kate Wyler. Ursprünglich sollte sie nach Afghanistan entsandt werden und tut sich auf dem politischen Parkett in London zunächst schwer. Während ihre Aufgabe darin besteht, internationale Krisen zu entschärfen und strategische Allianzen zu schmieden, muss sie sich zunächst an ihren neuen Platz in der Öffentlichkeit gewöhnen. Dabei versucht sie gleichzeitig, ihre Ehe mit dem Diplomaten Hal Wyler zu erhalten.

## Besetzung und Synchronisation
| Rollenname                       | Schauspieler   | Synchronsprecher                                        | Staffel |
| -------------------------------- | -------------- | ------------------------------------------------------- | ------- |
| Kate Wyler                       | Keri Russell   | Ghadah Al-Akel (Staffel 1) Natascha Geisler (Staffel 2) | 1–      |
| Hal Wyler                        | Rufus Sewell   | Thomas Nero Wolff                                       | 1–      |
| Eidra Graham                     | Ali Ahn        | Marieke Oeffinger                                       | 1–      |
| Außenminister Austin Dennison    | David Gyasi    | Matti Klemm                                             | 1–      |
| Premierminister Nicol Trowbridge | Rory Kinnear   | Frank Schaff                                            | 1–      |
| Stuart Heyford                   | Ato Essandoh   | Peter Sura                                              | 1–      |
| Kates Fahrer                     | Jon Moore      |                                                         | 1–      |
| Howard                           | Adam Silver    | Florens Schmidt                                         | 1–      |
| Alysse                           | Pearl Mackie   | Daniela Grubert                                         | 1–      |
| Frances Munning                  | Penny Downie   | Liane Rudolph                                           | 1–      |
| Cecilia Dennison                 | T’Nia Miller   | Cornelia Waibel                                         | 1–      |
| Ronnie                           | Jess Chanliau  | Nina Witt                                               | 1–      |
| Vizepräsidentin Grace Penn       | Allison Janney | Traudel Haas                                            | 2–      |

## Episodenliste

### Staffel 1
| Nr. (ges.)                                                              | Nr. (St.) | Deutscher Titel                        | Originaltitel              | Regie              | Drehbuch                   |
| ----------------------------------------------------------------------- | --------- | -------------------------------------- | -------------------------- | ------------------ | -------------------------- |
| 1                                                                       | 1         | Das Aschenputtel-Ding                  | The Cinderella Thing       | Simon Cellan Jones | Debora Cahn                |
| 2                                                                       | 2         | Nenn es nicht Entführung               | Don’t Call It a Kidnapping | Simon Cellan Jones | Peter Noah                 |
| 3                                                                       | 3         | Lämmer im Dunkeln                      | Lambs in the Dark          | Andrew Bernstein   | Debora Cahn                |
| 4                                                                       | 4         | Er erstand einen Hut                   | He Bought a Hat            | Andrew Bernstein   | Amanda Johnson-Zetterström |
| 5                                                                       | 5         | Die Bezwingerin der Dämonen des Kriegs | The Dogcatcher             | Liza Johnson       | Mia Chung                  |
| 6                                                                       | 6         | Ein mögliches Techtelmechtel           | Some Lusty Tornado         | Liza Johnson       | Anna Hagen                 |
| 7                                                                       | 7         | Halt deine Feinde in deiner Nähe       | Keep Your Enemies Closer   | Alex Graves        | Peter Noah                 |
| 8                                                                       | 8         | Die James-Bond-Klausel                 | The James Bond Clause      | Alex Graves        | Debora Cahn                |
| Alle acht Episoden wurden am 20. April 2023 auf Netflix veröffentlicht. |           |                                        |                            |                    |                            |

### Staffel 2
| Nr. (ges.)                                                               | Nr. (St.) | Deutscher Titel                              | Originaltitel                    | Regie        | Drehbuch                 |
| ------------------------------------------------------------------------ | --------- | -------------------------------------------- | -------------------------------- | ------------ | ------------------------ |
| 9                                                                        | 1         | Anruf eines Fremden                          | When a Stranger Calls            | Alex Graves  | Anna Hagen & Debora Cahn |
| 10                                                                       | 2         | St. Paul's Cathedral                         | St. Paul's                       | Alex Graves  | Peter Ackerman           |
| 11                                                                       | 3         | Die Iden des März                            | The Ides of March                | Tucker Gates | Peter Noah               |
| 12                                                                       | 4         | Die andere Armee                             | The Other Army                   | Tucker Gates | Debora Cahn              |
| 13                                                                       | 5         | Unsere liebe Frau der unbefleckten Täuschung | Our Lady of Immaculate Deception | Alex Graves  | Anna Hagen               |
| 14                                                                       | 6         | Kriegsschiff                                 | Dreadnought                      | Alex Graves  | Debora Cahn              |
| Die zweite Staffel wurde am 31. Oktober 2024 auf netflix veröffentlicht. |           |                                              |                                  |              |                          |

## Rezeption
Die US-amerikanische Tageszeitung Politico berichtete vorab online, dass es bei der Handlung um die Arbeit von Diplomaten geht. So schreibt die Zeitung, dass die Handlung sehr fiktional sei, da eine wie von Keri Russell dargestellte Karrierediplomatin des US-Außenministeriums in Wirklichkeit eher unwahrscheinlich die Möglichkeit hätte, den wichtigen Posten als US-Botschafterin in London zu erhalten. Weiter heißt es, dass sich Debora Cahn die US-Botschaft in London angesehen und mit Mitarbeitern gesprochen habe, um einen realistischen Eindruck zu bekommen. Es wird positiv hervorgehoben, dass die Serie der Arbeit von Diplomaten Aufmerksamkeit schenkt, da gerade in den USA unbekannt sei, was Diplomaten eigentlich täten, und auch die Schwierigkeiten in der Beziehung des Ehepaars Wyler seien realistisch.
Popkultur.de schreibt, dass in dieser Serie im Gegensatz zu typischen Spionagethrillern die menschlichen Aspekte von Spionage und Diplomatie mit Humor dargestellt würden. Keri Russell verleihe ihrer Figur eine sympathische und komplexe Note.
Als Fazit heißt es dort:

„Zusammenfassend lässt sich sagen, dass ‚Diplomatische Beziehungen‘ anfangs vielleicht eine Herausforderung für die Zuschauer ist, sich auf das Thema einzulassen, aber wenn du durchhältst, wirst du einen cleveren, humorvollen Politthriller entdecken, der sich durch hervorragende Schauspieler und einen scharfen, prägnanten Schreibstil auszeichnet.“

Autor Marcus Kirzynowski meint nach der Sichtung der ersten beiden Episoden hingegen in seiner Rezension für Fernsehserien.de, dass die Serie ein „unausgegorener Mix aus Politdrama, Thriller und Soapelementen“ der Autorin von Homeland und The West Wing sei. Bei der Besetzung vor und hinter der Kamera mit einer erfahrenen Drehbuchautorin und renommierten Schauspielern habe man mehr erwarten können. Die Figur Kate Wyler bleibe blass.
Quotenmeter.de schreibt, dass die Protagonisten in der Serie politische Intrigen und internationale Krisen mit persönlichen Beziehungen und Herausforderungen meistern müssen. Diplomatische Beziehungen sei klar für ein internationales Publikum gedreht worden. Die Serie sei mit Keri Russell, in der Hauptrolle als Kate Wyler, und Rufus Sewell als ihr Ehemann Hal Wyler sehr gut besetzt. Die beiden Schauspieler lieferten starke Leistungen und verliehen ihren Charakteren Tiefe und Komplexität. Auch die Nebendarsteller würden überzeugen und die Handlung auf effektive Weise unterstützen. Gleichzeitig seien „manche Handlungsstränge manchmal etwas vorhersehbar und viele rasante Wendungen, die vor allem zum Ende der Folgen hin auftauchen, würden allzu schnell wieder aufgelöst. Etwas mehr Spannung hätte der Serie punktuell damit gutgetan, um den Zuschauer wirklich in den Bann zu ziehen.“ Weiter heißt es, dass es trotzdem gelungen sei, das Publikum „mit seinen politischen Intrigen und dem lässig geschriebenen persönlichen Beziehungsgeflecht zu fesseln und beide Ansprüche gut miteinander in Einklang zu bringen.“ Das sei nicht immer sonderlich diplomatisch – „und somit genau die richtige Mischung.“

## Produktion und Veröffentlichung
Im Januar 2022 wurde bekannt, dass Netflix The Diplomat als Serie in Auftrag gegeben hatte. Die Serie entstand nach einer Idee von Debora Cahn, die als Showrunner und ausführende Produzentin zuvor an den Fernsehserien Homeland und Grey’s Anatomy mitgewirkt hatte. Während des zweijährigen Entwicklungsprozesses wurden Experten aus dem aktuellen und ehemaligen Diplomaten- und Militärdienst interviewt, und es waren auch Mitarbeiter aus dem Bereich der nationalen Sicherheit und Außenpolitik der USA als Berater beteiligt.
Anfang Februar 2022 wurde die Besetzung der Hauptrolle mit Keri Russell bekannt. Im April 2022 wurde der Cast um David Gyasi, Ato Essandoh, Rory Kinnear, Miguel Sandoval, Nana Mensah, Michael McKean, Celia Imrie und Penny Downie erweitert. Russell, Simon Cellan Jones, Debora Cahn und Janice Williams wirkten als ausführende Produzenten. Gedreht wurde von April bis September 2022 in London, in der englischen Region Cotswolds und in Paris.
Die acht Folgen der Miniserie wurden am 20. April 2023 bei Netflix veröffentlicht. Am 1. Mai 2023 wurde die Serie um eine zweite Staffel verlängert. Die zweite Staffel wurde am 31. Oktober 2024 mit allen sechs Episoden auf Netflix veröffentlicht. Eine dritte Staffel ist in Arbeit.